# Митчисон, Наоми
Наоми Мэй Маргарет Митчисон (1 ноября 1897, Эдинбург — 11 января 1999, Каррадэйл) — шотландская писательница, известная миллионам читателей — любителей фэнтези и исторического романа, по произведениям «Иди легко», «Побеждённые», «Король Зерна и Королева Весны» и ряда других. Командор ордена Британской империи (1981).

## Биография
Родилась в Эдинбурге в семье известного психолога Джона Холдейна и его жены Кеттлин Троттер. Её родным братом был знаменитый ученый и литератор Дж. Б. Холдейн. Училась в привилегированной оксфордской школе для мальчиков Dragon School, где была единственной девочкой. Затем поступила в Оксфордский университет; в годы первой мировой войны работала санитаркой в военном госпитале. В 1916 году вышла замуж за лорда Ричарда Митчисона. У них было пятеро детей: Денис (1919–2018), Мёрдок (1922–2011), Лоис, Эврион (1928) и Валентин. В 1923 г. вышел первый роман Митчисон «Побеждённые», рассказывающий о противостоянии кельтов и римлян в первом веке н. э. За ним последовали «Король Зерна и Королева Весны» (1931), в 1935 вышел роман «Нас предупреждали», написанный под впечатлением от поездок в СССР и Австрию, «Кровь мучеников» (1939) и др. Также леди Митчисон была известна своей благотворительной деятельностью. В годы второй мировой войны часть дома в Шотландии она отдала под госпиталь для выздоравливающих. В 1947 г. был опубликован самый известный роман Митчисон «Бычки», посвященный якобитскому восстанию 1745 г. Помимо романов Митчисон писала детские книги, стихи, биографии и прочее. Она опубликовала два тома дневников — «Венские дневники» (1934) и «Записи в толпе» (1985), а также автобиографию в трех частях (1973—1979). В общей сложности её перу принадлежит свыше 70 книг; последняя — сборник рассказов «Девочка должна жить» — была опубликована в 1990 г.
За сочувственное отношение к Советскому Союзу Наоми Митчисон занесли в так называемый «список Оруэлла».

### Рассказы
- The Conquered (1923)
- Cloud Cuckoo Land (1925)
- The Laburnum Branch (1926)
- The Fairy who Couldn’t Tell a Lie (1927)
- Anna Comnena (1928)
- Black Sparta (1928)
- Nix-Nought-Nothing (1928)
- The Hostages (1930)
- The Corn King and the Spring Queen (1931)
- Boys and Girls and Gods (1931)
- The Prince of Freedom (1931)
- Powers of Light (1932)
- The Delicate Fire (1933)
- We Have Been Warned (1935)
- An End and a Beginning (1937)
- The Blood of the Martyrs (1939; reprinted in 1989)
- The Bull Calves (1947)
- The Big House (1950)
- Travel Light (Faber and Faber, 1952; Virago Press, 1985; Penguin Books, 1987; Small Beer Press, 2005)[6]
- Graeme and the Dragon (1954)
- The Land the Ravens Found (1955)
- To the Chapel Perilous (1955)
- Little Boxes (1956)
- Behold your King (1957)
- The Young Alexander the Great (1960)
- Memoirs of a Spacewoman (1962)
- Ketse and the Chief (1965)
- Friends and Enemies (1966)
- Big Surprise (1967)
- Family at Ditlabeng (1969)
- Don’t Look Back (1969)
- Far Harbour (1969)
- Sun and Moon (1970)
- Cleopatra’s People (1972)
- Sunrise Tomorrow: A Story of Botswana (1973)
- A Life for Africa: The Story of Bram Fischer (1973)
- Danish Teapot (1973)
- Oil for the Highlands? (1974)
- Solution Three (1975) (with Susan Merrill Squier)
- All Change Here (1975)
- Snake! (1976)
- Two Magicians (with Dick Mitchison, 1979)
- The Vegetable War (1980)
- Mucking Around (1981)
- Not by Bread Alone (1983)
- Early in Orcadia (1987)
- Images of Africa (1987)
- As It Was (1988)
- The Oath-takers (1991)
- Sea-green Ribbons (1991)
- The Dark Twin (with Marion Campbell, 1998)

### Автобиография
- Small Talk: Memories of an Edwardian Childhood (1973)
- All Change Here: Girlhood and Marriage (1975)- published together as: As It Was: An Autobiography 1897—1918 (1975)
- You May Well Ask: A Memoir, 1920—1940 (1979)

### Сборники
- The Brave Nurse: And Other Stories
- The Fourth Pig (1936)
- Five Men and a Swan (1957)
- When the Bough Breaks and Other Stories (1924; reprinted by Pomona Press, 2006)
- Barbarian Stories (1929)
- Beyond This Limit: Selected Shorter Fiction of Naomi Mitchison (1935)
- Cleansing of the Knife: And Other Poems (poems) (1979)
- What Do You Think Yourself: and Other Scottish Short Stories (1982)
- A Girl Must Live: Stories and Poems (poems) (1990)

### Пьесы
- The Price of Freedom. A play in three acts (with Lewis Gielgud Mitchison, 1931)

### История
- Vienna Diary (1934)
- Return to the Fairy Hill (1966)
- African Heroes (1968)
- The Moral Basis of Politics (1971)
- The Africans: From the Earliest Times to the Present (1971)
- Small Talk (1973)
- Margaret Cole, 1893—1980 (1982)
- Among You Taking Notes… (1985)
- Rising Public Voice: Women in Politics Worldwide (1995)